# Theale
Theale ist ein Dorf in Berkshire (Südengland), das 8 Kilometer südwestlich von Reading, am Fluss Kennet gelegen ist.
Der Name Theale ist historisch bedingt und wird durch die vielen Pubs und Brauereien der Ortschaft abgeleitet. Theale wurde früher als „The Ale“, was übersetzt für „Das Bier“ steht, bezeichnet. Theale ist an der Bath Road gelegen, was früher eine bedeutende Handelsroute zwischen Nord- und Südengland war.
In dem Ort ist die Nachfolgegesellschaft der früher im NEMAX 50 und SDAX notierten deutschen Handelsgesellschaft ACG Advanced Component Group ansässig.